# Anders Andersson i Intagan
Anders Andersson (i riksdagen kallad Andersson i Intagan), född 26 maj 1825 i Hjärtums socken i Göteborgs och Bohus län, död där 20 januari 1908, var en svensk lantbrukare och politiker.
Han var ägare till en fastighet i Intagan i Hjärtums socken i Göteborgs och Bohus län. Han företrädde bondeståndet i Inlands Fräkne, Inlands Nordre, Inlands Södre, Inlands Torpe härader vid ståndsriksdagen 1865–1866. Andersson var senare ledamot av riksdagens andra kammare 1867–1887 samt 1891–1893, invald i Inlands domsagas valkrets i Göteborgs och Bohus län. Han tillhörde Lantmannapartiet 1867–1887 och Gamla lantmannapartiet 1891–1893.